# Jarosław Frączyk
Jarosław Frączyk (ur. 29 kwietnia 1963 w Gubinie) – generał brygady Straży Granicznej, w latach 2011–2014 komendant Nadbużańskiego Oddziału Straży Granicznej, w latach 2014–2016 komendant Nadwiślańskiego Oddziału Straży Granicznej.

## Przebieg służby
W 1987 roku ukończył studia na Wojskowej Akademii Technicznej im. Jarosława Dąbrowskiego w Warszawie na Wydziale Inżynierii Lądowej i Geodezji.
Po zakończeniu szkoły i mianowaniu na stopień podporucznika pełnił służbę w Lubuskiej Brygadzie WOP (od 1991 w Oddziale Straży Granicznej).
W latach 1996–1998 służył na stanowiskach: zastępcy komendanta Lubuskiego Oddziału Straży Granicznej oraz zastępcy komendanta Śląskiego Oddziału Straży Granicznej.
Od 1998 do 2001 roku był zastępcą Komendanta Głównego Straży Granicznej, od 2003 zastępcą, a następnie dyrektorem Inspektoratu Nadzoru i Kontroli Komendanta Głównego Straży Granicznej.
Od 2006 roku komendant Lubuskiego Oddziału Straży Granicznej, a od 2009 roku – komendant Nadodrzańskiego Oddziału Straży Granicznej.
W kwietniu 2011 roku powołany na stanowisko komendanta Nadbużańskiego Oddziału Straży Granicznej. 3 października 2014 roku objął stanowisko komendanta Nadwiślańskiego Oddziału Straży Granicznej. 1 września 2016 roku zastąpił go na tym stanowisku Andrzej Rytwiński.

## Odznaczenia
- Krzyż Kawalerski Orderu Odrodzenia Polski (2013 rok)[2]
- Krzyż Zasługi za Dzielność
- Złoty Krzyż Zasługi
- Złoty Medal za Długoletnią Służbę[3]
- Srebrny Medal „Za zasługi dla obronności kraju”
- Złoty Medal za Zasługi dla Straży Granicznej
- Złoty Medal Za Zasługi dla Pożarnictwa
- Złoty Medal za Zasługi dla Policji[4].

## Awanse generalskie
- generał brygady - 12 maja 2011[5]